# Kelvin Tatum
Kelvin Martin Tatum (* 8. Februar 1964 in Epsom, England) ist ein ehemaliger britischer Bahnsportler. Sein Hauptaugenmerk lag sowohl auf Langbahnrennen als auch auf Speedwayveranstaltungen. Wesentlich erfolgreicher war er auf der Langbahn, wo er dreimal Einzel-Weltmeister wurde. Zudem sicherte er sich 1995 den Grasbahn-Europameistertitel.
Tatum nahm siebenmal an den Finalläufen zur Speedway-Einzel-Weltmeisterschaft teil. Seine beste Platzierung erreichte er 1986 mit der Bronzemedaille im polnischen Chorzów.
2004 beendete er seine Karriere. Seitdem ist er beim britischen TV-Sender Sky als Kommentator bei Speedway-Veranstaltungen beschäftigt. 2003 wurde er zum Member of the British Empire ernannt.

## Erfolge

### Einzel
- Speedway Commonwealth Champion: 1987, 1988, 1990, 1992
- Britischer Speedway Meister: 1987, 1990
- Langbahn-Weltmeister: 1995, 1998, 2000
- Grasbahn-Weltcup: 2000[1]

### Team
- Speedway-Weltmeister: 1989
- Britischer Speedway-Meister: 1987, 1988, 1995
- Schwedischer Meister: 1992, 1993, 1994, 1996